# El Tanque
El Tanque est une commune de la province de Santa Cruz de Tenerife dans la communauté autonome des Îles Canaries en Espagne. Elle est située au nord-est de l'île de Tenerife.
C'est une des trois communes de l'île, avec Tegueste et Vilaflor de Chasna, qui ne dispose pas de côte.

## Géographie

### Localisation

Localisation de l'île de Tenerife dans les Îles Canaries.
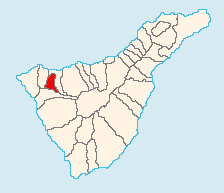
Localisation d'El Tanque dans l'île de Tenerife.

|           | Garachico          |           |
| Los Silos | El Tanque          | Garachico |
|           | Santiago del Teide |           |

## Démographie
| Année | Population | Densité    |
| ----- | ---------- | ---------- |
| 1991  | 3.058      | 129,3/km²  |
| 1996  | 3.247      | 137,3/km²  |
| 2001  | 2.966      | 214,6/km²  |
| 2002  | 3.544      | 149,85/km² |
| 2003  | 3.198      | 135,3/km²  |
| 2004  | 3.111      | 133,2/km²  |
| 2005  | 3.096      | 130,91/km² |
| 2009  | 3.015      | 127,48/km² |